# Unit 33
Bei der Unit 33 (hebräisch יְחִידָה 33 Jəchīdah 33, deutsch ‚Einheit 33‘, יְחִידַת הַגִּדְעוֹנִים Jəchīdat haGidʿōnīm, deutsch ‚Einheit der Gideons‘ oder חֶרֶב גִּדְעוֹן Cherev Gidʿōn, deutsch ‚Schwert Gideons‘) handelt es sich um eine verdeckt agierende Polizeieinheit, die 1994 durch den Polizeikommissar Asaf Chefetz (אסף חפץ) aufgestellt wurde, der zuvor verantwortlich für den Aufbau der Einheit JAMAM war. Primäre Mission der Gidʿonim war es, in Ost-Jerusalem als Anti-Terror-Geheimtruppe zu agieren. Als Namensgeber wurde der alttestamentliche Richter Gideon gewählt.
Die Aufgaben wurden schrittweise ausgebaut, so dass sie heute voll antiterror-fähig ist und in anderen arabischen Städten und Dörfern sowohl innerhalb als auch außerhalb der Grenzen Israels eingesetzt wird. Die Einheit wird ebenso zur Bekämpfung von Verbrechen eingesetzt. Seit 1998 haben sich die Gidʿonim stärker auf die traditionellen Polizeiaufgaben konzentriert, die eher den SWAT-Teams in den USA entsprechen. Auf Grund der teilweisen Überschneidung der Aufgaben und der territorialen Einsätze gab es gelegentlich Reibereien zwischen der Unit 33 und JAMAM. Dies komplizierte sich dadurch, dass die eine Einheit dem Grenzschutz und die andere der Polizei angehört.
Hauptwaffen der Unit 33 sind der Colt Commando und CAR-15, Mini Uzi und die Pistole IWI Jericho 941.